# Naturschutzgebiet Bruchwald/Buchenbestand bei Enste
Das Naturschutzgebiet Bruchwald/Buchenbestand bei Enste mit einer Größe von 1,5 ha lag im Naturpark Arnsberger Wald westlich von Enste im Stadtgebiet Meschede. Bei der Neuaufstellung des Landschaftsplanes Meschede wurde das NSG dann Teil vom neuen Naturschutzgebiet Arnsberger Wald (Meschede).

## Gebietsbeschreibung
Beim NSG handelt es sich um Waldbereiche mit Buchenbeständen und torfmoosreichem Bruchwald. Im Wald gibt es einen Rotbuchenbestand mit Altbaumbestand und einen Roterlenbruch. Von besonderer Bedeutung waren die kleineren Quellfluren und der vereinzelt anzutreffende Totholzanteil im NSG. Im NSG wurden gefährdete Tierarten nachgewiesen.

## Schutzzweck
Wie alle Naturschutzgebieten im Landschaftsplangebiet wurde das NSG „zur Erhaltung von Lebensgemeinschaften oder Lebensstätten bestimmter wildlebender Pflanzen und wildlebender Tierarten, aus wissenschaftlichen, naturgeschichtlichen, landeskundlichen oder erdgeschichtlichen Gründen oder wegen der Seltenheit, besonderen Eigenart oder hervorragenden Schönheit einer Fläche oder eines Landschaftsbestandteils“ als NSG ausgewiesen.
Zum Schutzzweck speziell des NSG führte der Landschaftsplan 1994, neben den normalen Schutzzwecken für alle NSG im Landschaftsplangebiet, auf: „Erhaltung und Optimierung eines Laubwaldkomplexes mit Quellzonen als wertvoller Lebensraum für Tiere und Pflanzen; hohe strukturelle Vielfalt; Rote-Liste-Tierarten; wertvoll für Höhlenbrüter; Gebiet fällt unter § 20 c BNatSchG; Optimierung durch Umbestockung der Fichtenbestände. “